# Jenő Réti
Jenő Antal Adalbert Réti (* 13. Januar 1889 in Újarad; † 24. Dezember 1961 in Kelowna, Kanada), auch als Jenő Rittich bekannt, war ein ungarischer Turner.

## Erfolge
Jenő Réti nahm 1912 an den Olympischen Spielen in Stockholm teil und gehörte bei diesen zur ungarischen Turnriege im Mannschaftsmehrkampf. Dabei traten insgesamt fünf Mannschaften an, die aus 16 bis 40 Turnern bestanden und während des einstündigen Wettkampfs gleichzeitig antreten mussten. Bewertet wurden neben der Ausführung der Übungen an den Geräten auch das Verlassen und der Wechsel der Geräte sowie der Einmarsch zu Beginn. Am Ende wurden anhand eines Durchschnittswerts der einzelnen Nationen die Abschlussplatzierungen ermittelt. Neben den Ungarn traten auch Turnriegen aus Italien, Großbritannien, dem Deutschen Reich und Luxemburg an. Mit 53,15 Punkten setzten sich die Italiener gegen ihre Konkurrenten durch. Die Ungarn erzielten indes 45,45 Punkte und belegten damit vor den drittplatzierten Briten mit 36,90 Punkten den zweiten Platz. Réti gewann somit zusammen mit Lajos Aradi, Imre Erdődy, József Berkes, Samu Fóti, Imre Gellért, Győző Halmos, István Herczeg, Ottó Hellmich, József Keresztessy, János Krizmanich, Elemér Pászti, Árpád Pédery, Ferenc Szűts, Géza Tuli und Ödön Téry die Silbermedaille. Bei der Eröffnungsfeier der Spiele war Réti Fahnenträger der ungarischen Delegation.
1913 schloss Réti ein Ingenieurstudium in Budapest ab und wanderte mit seinem Bruder in den späten 1920er-Jahren nach Kanada aus. Sie begannen in Kelowna mit dem Handel von Trauben und wurde bekannte Winzer.